# Astragalus semilunatus
Astragalus semilunatus är en ärtväxtart som beskrevs av Dieter Podlech. Astragalus semilunatus ingår i släktet vedlar, och familjen ärtväxter. Inga underarter finns listade i Catalogue of Life.